# Saint-Eugène-d'Argentenay
Saint-Eugène-d'Argentenay es un municipio canadiense situado en la provincia de Quebec.

## Superficie
Saint-Eugène-d'Argentenay tiene una superficie de 87,05 km².

## Demografía
En 2021, tenía 487 habitantes, una densidad poblacional de 5,6 hab./km², y 221 viviendas.